# Клиња (Крез)
Клиња (фр. Clugnat) је насељено место у Француској у региону Лимузен, у департману Крез.
По подацима из 2011. године у општини је живело 706 становника, а густина насељености је износила 16,64 становника/km².

## Демографија
| 1962. | 1968. | 1975. | 1982. | 1990. | 2011. |
| ----- | ----- | ----- | ----- | ----- | ----- |
| 828   | 916   | 836   | 809   | 752   | 706   |